# Republiek Mainz
De Republiek Mainz, officieel de Rijns-Duitse Vrijstaat (Rheinisch-Deutscher Freistaat), was de eerste Duitse staat met een democratisch stelsel. De republiek werd gevormd nadat de stad Mainz in 1792 door Franse revolutionaire troepen bezet werd, en bestond maar enkele maanden, van maart tot juli 1793.
Na de Franse overwinning in de Slag bij Valmy op 20 september 1792 trokken de Pruisische en Oostenrijkse legers zich terug, waardoor Franse troepen onder bevel van generaal Custine de Palts konden binnenvallen. Op 21 oktober 1792 werd Mainz door de Fransen ingenomen. Frederik Karel Jozef van Erthal, aartsbisschop van Mainz en heerser van de stad, had Mainz ontvlucht. Een dag later, op 22 oktober, werd een jakobijnse vereniging, het Gesellschaft der Freunde der Freiheit und Gleichheit, gevestigd in Mainz door een groep plaatselijke intellectuelen.
Op 17 maart 1793 werden verkiezingen gehouden voor het eerste democratisch verkozen parlement van Duitsland, het Rheinisch-Deutscher Nationalkonvent. Het nieuw verkozen parlement kwam samen in het Deutschhaus in Mainz (nu de zetel van het parlement van de Duitse deelstaat Rijnland-Palts). Het parlement verklaarde Mainz en het gebied rond de stad (dat ook Bingen en Landau omvatte) vrij, democratisch en onafhankelijk van het Heilige Roomse Rijk. Op 18 maart riep de voorzitter van het parlement, Andreas Joseph Hofmann, vanaf het balkon van het Deutschhaus de onafhankelijke republiek Mainz uit.

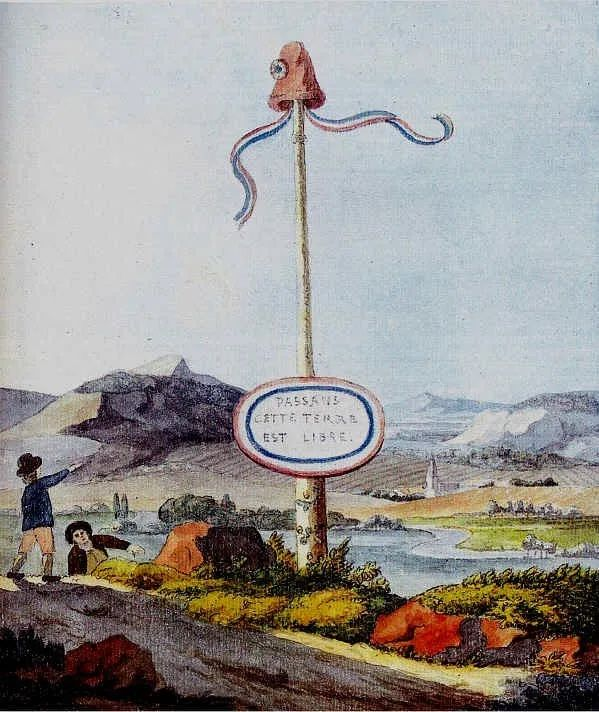
Vrijheidsboom langs de grens van de Republiek Mainz. Op het bord staat in het Frans : Voorbijgangers, dit land is vrij. Aquarel van Goethe.

Op 23 maart besloot het Rheinisch-Deutscher Nationalkonvent dat de nieuwe staat niet levensvatbaar was. Het parlement stuurde een delegatie (waaronder Adam Lux) naar de Franse Nationale Conventie in Parijs om aansluiting bij de Franse Republiek te vragen.
Voor het zover kwam, hernamen de Pruisen het door de Fransen veroverde gebied ten oosten van de Rijn. Een belegering van de stad Mainz begon, waarbij een groot deel van de stad verwoest werd. Goethe was aanwezig bij het beleg (in gezelschap van zijn mecenas, de Pruisische generaal en groothertog Karel August van Saksen-Weimar-Eisenach) en deed later verslag in Belagerung von Mainz.
Op 22 juli gaven de belegerde Franse troepen zich over. De stad werd ingenomen door de Pruisen en er kwam een einde aan de republiek. De Jakobijnse revolutionairen werden vervolgd tot de Fransen in 1795 nogmaals Mainz innamen.